# 朝田又七

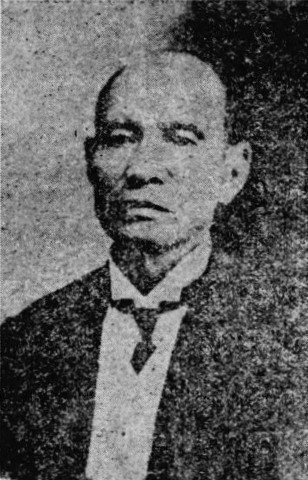
朝田又七

朝田 又七（あさだ またしち、1839年2月11日〈天保9年12月28日〉 - 1914年〈大正3年〉1月4日）は日本の実業家、政治家。貴族院多額納税者議員。旧姓・勘解由、旧名・甚吉。横浜市会議長。

## 経歴
三河国渥美郡、のちの愛知県渥美郡七根村（現豊橋市）で、漁農・勘解由甚四郎、りと子夫妻の二男として生まれる。吉田船町（現:豊橋市）の高橋小十郎回漕店に丁稚として奉公し、22歳で独立して下地町に肥料商を開業した。しかし資金繰りが滞り文化元年（1804年）に廃業した。その後、遠江国新居宿（現静岡県湖西市新居町新居）に移り肥料商・尾崎嘉右衛門家で働いた。文久元年（1861年）、肥料買付を主人に勧めて行ったところ多額の損失を蒙り、責任を感じて店を辞し横浜に移った。
元主人・尾崎の紹介状により、高木運送店（現在の海岸通所在）に勤めた。その勤勉さを見込まれ、文久2年（1862年）、主人・高木七五郎の紹介で朝田回漕店（当主政吉が病没し当主不在）の養子となった。明治維新後、三菱汽船会社の扱う横浜 - 東京間の回漕貨物について、朝田回漕店の担当貨物には一切抜荷が発生しなかったことから岩崎弥太郎の信頼を得て、1874年、横浜港内の三菱艀船を一任され、1877年には三菱石炭部の主任となった。その他、横浜商業会議所議員、横浜船渠取締役会長、横浜鉄道専務取締役社長、明治火災保険取締役、明治生命保険取締役、第二銀行監査役、機械製氷相談役、横浜実業銀行相談役、横浜実業貯蓄銀行相談役、日本ペイント製造取締役、横浜倉庫相談役などを務めた。
政界では、神奈川県第一大区区会議員、神奈川県会議員、同県会市部会議長、横浜区会議員、横浜市会議員、同議長、同参事会員、横浜市瓦斯局長、同水道事務所長、神奈川県防疫顧問、横浜市所得税調査委員、同市徴兵参事員などを歴任。横浜市瓦斯局長として、横浜瓦斯局事件後の瓦斯局の再建に当り、同市水道局長として水道事業の拡張充実に尽力した。
1903年9月14日、貴族院多額納税者議員に就任し、1904年9月28日まで在任した。